# Duguetia lucida
Duguetia lucida é uma espécie de magnólia. Isto foi descrito pela primeira vez por Ignatz Urban .  Duguetia lucida pertence ao gênero Duguetia, e à família Annonaceae.